# Slag bij Overschie
De Slag bij Overschie, ook wel Slag bij Oudeschie genoemd, vond plaats bij Overschie op 6 maart 1489. Ze was onderdeel van de Jonker Fransenoorlog, de laatste fase in de Hoekse en Kabeljauwse twisten. De Hoeken uit Rotterdam voerden die dag drie keer strijd, eerst in Overschie, daarna tegen aanstormende Schiedammers en uren later aan de "Poldervaart" tegen de Delftenaren.

## Verloop
Op 6 maart 1489 probeerden een grote groep Rotterdamse Hoeken om het dorp Overschie in te veroveren om via die plaats plundertochten in het Westland te kunnen ondernemen. De voedselvoorraden in het ingesloten Rotterdam moesten aangevuld worden. Stadsvoogd Frans van Brederode gaf toestemming voor een gewelddadige doorbraak richting Westland. Vroeg in de ochtend vertrokken 400 ruiters en 600 man voetvolk onder leiding van de edelen Dirk van Hodenpyl, Walraven van Brederode en Anthonis van Brederode, vanuit Rotterdam richting Overschie. Daar lag een bezettingsmacht van Kabeljauwen rond de kerk die na een kort gevecht met het Hoekse leger vluchtte naar Schiedam..
Vanuit Schiedam werd besloten door Willem van Boshuyzen, de baljuw van Rijnland, de Hoeken aan te vallen met de inzet van in Schiedam ingekwartierde poorters van Amsterdam, Leiden en Haarlem. Er volgden hevige man-tegen-man-gevechten bij Overschie, een veldslag die door Rotterdamse Hoeken werd gewonnen. Van Boshuyzen moest terugtrekken, een groot deel van zijn manschappen bleef gewond of gedood achter.
Ook in Delft hadden ze de gevechten met het geluid van de naburige klokken gehoord en rook met vuur gezien en gingen ook ten aanval tegen de Rotterdamse benden. De baljuw Arent Vrackenzn van de Meer zag de ernst van de situatie in en verzamelde de schutterij en zo veel mogelijk mannen die een wapen konden dragen om de tegenstander te lijf te kunnen gaan. Hij trok met circa 600 stadspoorters richting het dorp "Kethel" en vandaar naar de "Poldervaart", daar aangekomen zou Arents zoon "Lodewijk van de Meer" in zijn eentje op de vijand zijn afgegaan en door zijn onervarenheid zijn omgekomen. Na enkele uren van gevechten, trokken beide partijen zich terug, waarbij de Delftenaren werden verslagen en teruggedrongen met vele doden liggende in de Poldervaart. De Rotterdammers wisten 150 Delftse mensen zelfs gevangen te nemen en terug te brengen in Rotterdam. De Delftenaren wisten na hun aftocht het "Huys Polderburg" in brand te steken, zodat de Rotterdammers geen gebruik meer konden maken. Heer Arent van de Meer wist te ontkomen door zich in het riet te verbergen en zich vervolgens als onschuldige boer te vermommen en midden in de nacht via een omweg in Delft veilig terug te keren. De dorpen Kethel en Maaslant werden gebrandschat en het land van Delft verbrand door de Hoekse rebellen. De stad Delft werd bedreigd, maar niet ingenomen door de Rotterdamse Hoeken.

## Galerij

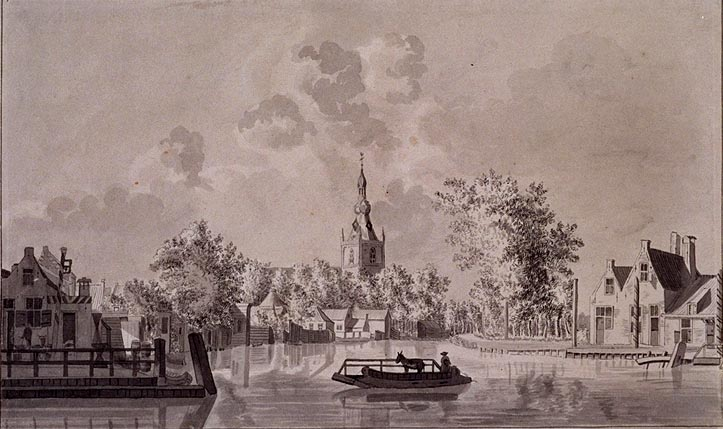
Grote kerk van Overschie aan de Schie
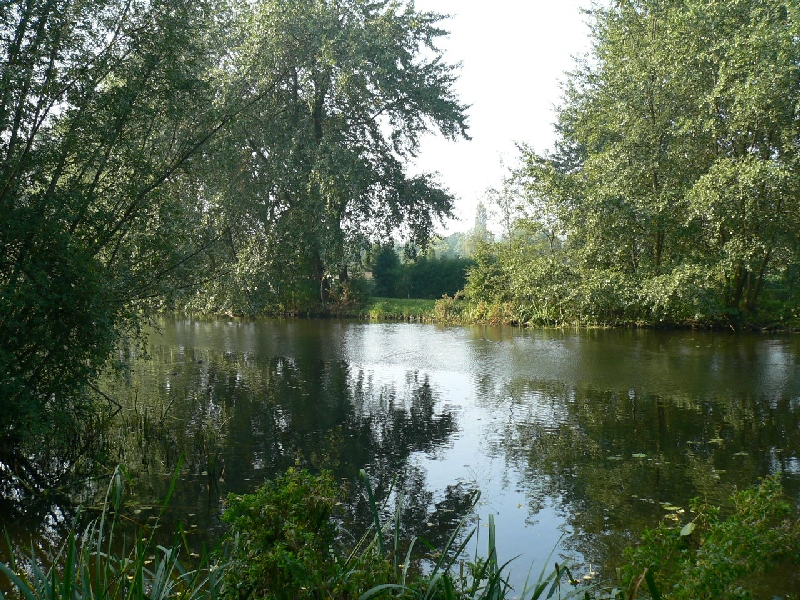
Nog een deel van de Poldervaart bij Vijfsluizen
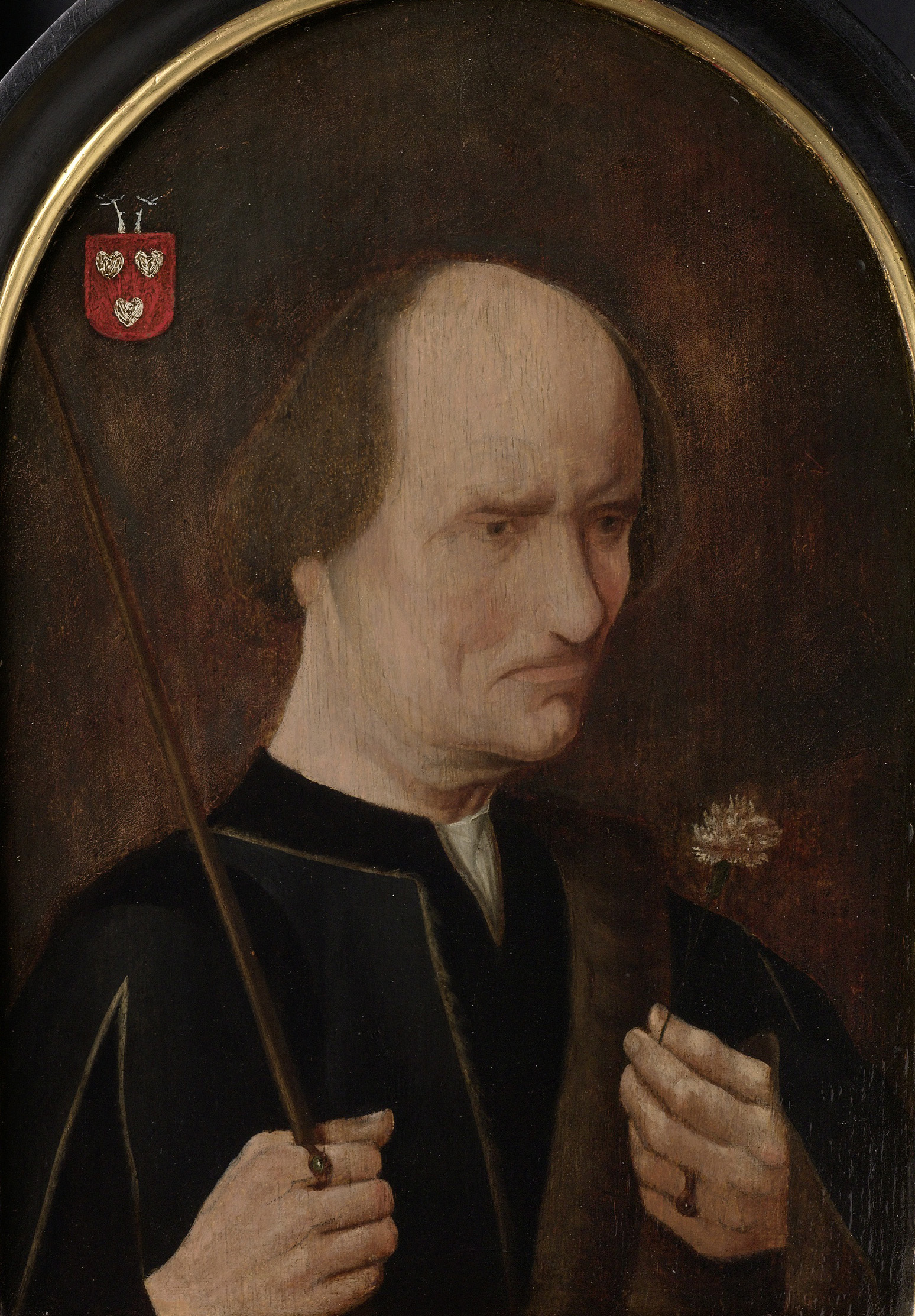
Portret van Arent Vrackenzn van de Meer